# Las palabras en la arena
Las palabras en la arena es una obra de teatro en un acto de Antonio Buero Vallejo, estrenada en el Teatro Español el 19 de diciembre de 1949. Escrita en seis días, es la única de sus obras que solo tiene un acto. Basada en el pasaje del Nuevo Testamento de Jesús y la mujer sorprendida en adulterio, obtuvo el Premio de la Asociación de amigos de los Quintero. 

## Estreno
- Dirección: Anita Martos.
- Reparto: 
  - Asaf, jefe de la guardia del sanedrín: Fernando Delgado.
  - Noemí, su esposa: Marisa de Leza.
  - La Fenicia, sierva: Encarnita Plana.
  - Joazar, sacerdote del templo: Félix Ochoa.
  - Matatías, fariseo: Simón Ramírez.
  - Gadi, saduceo: Luis Lama.
  - Eliú, escriba: Ramón Moreno.

## Trama
Asaf, esposo de Noemí, se va de casa unos días, y ella le cuenta a su sierva, la Fenicia, que quiere aprovechar para tener un encuentro con Marcio, soldado romano. Entonces asisten de lejos al episodio bíblico de la mujer adúltera en el que Jesús pronuncia las palabras «Quien esté libre de pecado que tire la primera piedra». 
Tras la partida de Jesús, todos se acercan para leer el mensaje que ha dejado escrito en la arena a cada uno. Asaf, que es el esposo de Noemí, quiere castigar a la mujer adúltera severamente, y está furioso porque el Rabí o Mesías no ha castigado a la mujer con la pena de muerte sino que ha escrito unas palabras en la arena. Asaf y sus compañeros (Eliú, Matatías, Gadi y Joazar) discuten los mensajes que les ha dejado el rabí: a Eliú le ha escrito «Ladrón de los dineros de los pobres»; a Gadi, «corruptor de niñas»; a Matatías, «Hipócrita… y lujurioso»; y a Joazar, «Ateo». Asaf no dice qué es le ha escrito a él porque le parece ridículo. 
Noemí y la Fenicia repasan el plan que han trazado para que visite Marcio los aposentos de Noemí, y, después de darle el mensaje, la Fenicia vuelve con Noemí y le muestra unas monedas que le ha dado el soldado. 
Entonces, son sorprendidas por Asaf, que le pregunta a la Fenicia de dónde ha sacado las monedas, y ella no le responde. Asaf dice que la va a azotar en castigo por ser mujer fácil, y, al advertir la bolsa de Marcio, está dispuesto a matarla por haberse acostado con un enemigo. La Fenicia dice que estaba obedeciendo a su ama, y Asaf, al enterarse de la intención de su esposa, la mata. 
Vienen los compañeros de Asaf y más gente, y se acab a sabiendo lo que le había escrito el Mesías en la arena:
Rodeado de sus compañeros y otra gente, la obra termina con la revelación de lo que el Mesías le había escrito en la arena: «Asesino».

## Temas principales
- El adulterio.

- El destino, que es presentado como algo irremediable, algo que se determina por medio de los actos. Cuando se tiene fe en la palabra bíblica se cree que Dios ya sabe la historia y el destino de cada persona. La obra insinúa que ya está todo escrito en cuanto al destino de cada persona.

- Se revela y se critica la hipocresía a lo largo de la obra. No es, sin embargo, la hipocresía en el Nuevo Testamento lo que más le importa a Buero Vallejo. La historia bíblica le sirve de punto de referencia para los hipócritas de España a mediados del siglo XX. Tal como hace en otros escritos, Buero Vallejo utiliza esta obra para criticar las políticas y acciones del gobierno español de su época, y, particularmente, a Francisco Franco.

- Las palabras en la arena es un ejemplo de arte efímero. Algunas personas son castigadas por lo que está escrito; pero por lo que está escrito en la arena, no, porque tarde o temprano desaparece con la marea, y nunca reciben el castigo. Tal es el caso de gente como Asaf y sus amigos.

## Relación bíblica
El texto bíblico que está relacionado con esta obra se encuentra el Evangelio de Juan (capítulo 8, versículos 1-11 en la versión Reina-Valera).
<style= "font-family:Verdana">
7:53 Y cada uno se fue a su casa.

8:1 ¶ y Jesús se fue al Monte de los Olivos.

8:2 Y por la mañana volvió al templo, y todo el pueblo vino a él; y sentado él, les enseñaba.

8:3 Entonces los escribas y los fariseos le trajeron una mujer sorprendida en adulterio; y poniéndola en medio,

8:4 le dijeron: Maestro, esta mujer ha sido sorprendida en el acto mismo de adulterio.

8:5 Y en la ley nos mandó Moisés apedrear a tales mujeres. Tú, pues, ¿qué dices?

8:6 Mas esto decían tentándole, para poder acusarle. Pero Jesús, inclinado hacia el suelo, escribía en tierra con el dedo.

8:7 Y como insistieran en preguntarle, se enderezó y les dijo: El que de ustedes esté sin pecado sea el primero en arrojar la piedra contra ella.

8:8 E inclinándose de nuevo hacia el suelo, siguió escribiendo en tierra.

8:9 Pero ellos, al oír esto, acusados por su conciencia, salían uno a uno, comenzando por ancianos; y quedó solo Jesús, y la mujer que estaba en medio. 

8:10 Enderezándose Jesús, y no viendo a nadie sino a la mujer, le dijo: Mujer, ¿dónde están los que te acusaban? ¿Ninguno te condenó?

8:11 Ella dijo: Ninguno, Señor. Entonces Jesús le dijo: Ni yo te condeno; vete, y no peques más.